# Trimalaconothrus oxyrhinus
Trimalaconothrus oxyrhinus är en kvalsterart som beskrevs av Hammer 1962. Trimalaconothrus oxyrhinus ingår i släktet Trimalaconothrus och familjen Malaconothridae. Inga underarter finns listade i Catalogue of Life.